# 长皋乡
长皋乡，是中华人民共和国辽宁省朝阳市北票市下辖的一个乡镇级行政单位。

## 行政区划
长皋乡下辖以下地区：
长皋村、下窑村、下长皋村、白相屯村、小四家村、老窝铺村、东地村和扎兰沟村。